# Ranelva
Ranelva er et 130 km langt vandløb i Rana kommune i Norge, og en af Nordland fylkes længste elve. Elven har sit udspring i Gubbeltåga på Saltfjellet og Randalselv (lulesamisk: Goabdesjåhkå) i grænseområdet til Sverige. Sidstnævnte går først i nordvestlig retning. Ranelva opstår i sammenløbet mellem Randalselva og Gubbeltåga. Elven løber hovedsagelig i vest-sydvestlig retning.
På vej sydvestover løber Virvasselva ud fra syd. Strækningen mellem Ranelvas begyndelse og dens møde med Virvasselva er på samisk kaldt Ruovadajåhkå.
Ved Storvoll modtager den elvene Bjøllåga, Tespa og Stormdalsåga fra nord og Messingåga fra syd. Vandløbet fortsætter så i sydvestlig retning gennem Dunderlandsdalen, hvor det fra vest optager Eiteråga og fra øst Grønfjellåga og Plura. Sydvest for Røssvoll mødes Ranelva og Langvassåga, der kommer fra Langvatnet. Ved Selfors kommer Revelelva, (som er udløbet til Tverråga). Ranelva munder ud i Ranfjorden ved Fossetangen i Selfors i nordenden af Mo i Rana.
Elven har et afvandingsområde på 3.790 km². Før udbygningen af vandkraftværkerne i Reinforsen (1925) og Langvatn (1964) var afvandingsområdet 3.843 km².
Ranelva er en populær elv for fritidsfiskere og er rig på laks og ørred. En af Norges længste laksetunneler (385 meter lang) befinder sig ved Reinforsen og stod færdig i 1956.
I 1996, 2004 og 2005 blev Ranelva rotenonbehandlet nedenfor Sjøforsen for at bekæmpe lakseparasitten Gyrodactylus salaris, som første gang blev påvist i 1975.
E6 følger en stor del af elvens løb.
- Storvoll
- Illhøllia
- Ranelva og Selforsbrua til højre
- Ranelva set fra Selforsbrua i retning dens utløp i Ranfjorden
- Ranelva set fra Selforsbrua. Man ser Revelelvas udløb
- Ranelva set fra Selforsbrua
- Fossetangen